# Trybun wojskowy
Trybun wojskowy (łac. tribunus militum) – stopień oficerski w armii starożytnego Rzymu, wyższy niż centurion, niższy niż legat. Trybunowie wojskowi – w liczbie na ogół sześciu – razem z centurionami i legatem stanowili kadrę dowódczą legionu. Podstawową funkcją trybuna było (stałe lub czasowe) dowodzenie kohortą.
W okresie republiki część trybunów stanowili młodzi (od 20 do 30 roku życia) oficerowie-praktykanci odbywający służbę w legionach jako pierwszy etap cursus honorum.